# Alto Jequitibá (ort)
Alto Jequitibá är en ort i Brasilien.   Den ligger i kommunen Alto Jequitibá och delstaten Minas Gerais, i den sydöstra delen av landet, 800 km sydost om huvudstaden Brasília. Alto Jequitibá ligger 672 meter över havet och antalet invånare är 8 318.
Terrängen runt Alto Jequitibá är huvudsakligen kuperad. Alto Jequitibá ligger nere i en dal. Närmaste större samhälle är Manhuaçu, 19,7 km norr om Alto Jequitibá.
Omgivningarna runt Alto Jequitibá är huvudsakligen savann. Runt Alto Jequitibá är det ganska tätbefolkat, med 60 invånare per kvadratkilometer.